# Copa Libertadores 1986
La Copa Libertadores 1986 fue la vigésima séptima edición del torneo de clubes más importante de América del Sur, organizado por la Confederación Sudamericana de Fútbol, en la que participaron equipos de nueve países sudamericanos: Argentina, Bolivia, Brasil, Chile, Colombia, Ecuador, Paraguay, Perú y Uruguay. En esta oportunidad, no participó ningún representante de Venezuela, ya que la federación de aquel país se encontraba suspendida por la FIFA debido a irregularidades en su administración.
El campeón fue River Plate de Argentina, que alcanzó de esta manera su primer título en la competición. Por ello, disputó la Copa Intercontinental 1986 ante Steaua de Bucarest de Rumania, y la Copa Interamericana 1987 contra Alajuelense de Costa Rica. Además, clasificó a la segunda fase de la Copa Libertadores 1987.

## Formato
El campeón vigente accedió de manera directa a la segunda fase, mientras que los 18 equipos restantes disputaron la primera. En ella, los clubes fueron divididos en cinco grupos, cuatro conformado por 4 equipos y el restante compuesto por solamente 2, distribuidos de acuerdo a sus países de origen, de manera que los dos representantes de una misma asociación nacional debían caer en la misma zona. El ganador de cada uno de los cinco grupos clasificó a la segunda fase, uniéndose al campeón vigente, estableciéndose dos zonas de 3 equipos. El primer posicionado en cada una de ellas accedió a la final, que se llevó a cabo en encuentros de ida y vuelta, disputándose un partido de desempate en caso de ser necesario.
|                           |                           | Equipos que entran en esta fase                                                               | Equipos que provienen de la fase anterior |
| ------------------------- | ------------------------- | --------------------------------------------------------------------------------------------- | ----------------------------------------- |
| Primera fase (18 equipos) | Primera fase (18 equipos) | - 2 equipos de Argentina, Bolivia, Brasil, Chile, Colombia, Ecuador, Paraguay, Perú y Uruguay |                                           |
| Segunda fase (6 equipos)  | Segunda fase (6 equipos)  | - 1 equipo, campeón de la Copa Libertadores 1985                                              | - 5 equipos primeros de la Primera fase   |
| Final (2 equipos)         | Final (2 equipos)         |                                                                                               | - 2 equipos primeros de la Segunda fase   |

## Equipos participantes
En cursiva los equipos debutantes en el torneo.
| País                                | Equipo                                      | Vía de clasificación |
| ----------------------------------- | ------------------------------------------- | --- |
| Argentina 2 cupos + campeón vigente | Argentinos Juniors River Plate Boca Juniors | Campeón de la Copa Libertadores 1985 Campeón del Campeonato de Primera División 1985-86 Ganador de la Liguilla Pre-Libertadores 1985-86                                                       |
| Bolivia 2 cupos                     | Bolívar Jorge Wilstermann                   | Campeón del Campeonato de Primera División 1985 Subcampeón del Campeonato de Primera División 1985                                                                                            |
| Brasil 2 cupos                      | Coritiba Bangu                              | Campeón del Campeonato Brasileño de 1985 Subcampeón del Campeonato Brasileño de 1985 |
| Chile 2 cupos                       | Cobresal Universidad Católica               | Ganador de la serie de partidos entre el campeón del Campeonato de Primera División 1985 y el subcampeón del Campeonato de Primera División 1984 Ganador de la Liguilla Pre-Libertadores 1985 |
| Colombia 2 cupos                    | América de Cali Deportivo Cali              | Campeón del Campeonato Colombiano 1985 Subcampeón del Campeonato Colombiano 1985 |
| Ecuador 2 cupos                     | Barcelona Deportivo Quito                   | Campeón del Campeonato Ecuatoriano de 1985 Subcampeón del Campeonato Ecuatoriano de 1985 |
| Paraguay 2 cupos                    | Olimpia Nacional                            | Campeón del Campeonato Paraguayo de 1985 Subcampeón del Campeonato Paraguayo de 1985 |
| Perú 2 cupos                        | Universitario UTC                           | Campeón del Campeonato Descentralizado 1985 Subcampeón del Campeonato Descentralizado 1985 |
| Uruguay 2 cupos                     | Peñarol Montevideo Wanderers                | 1.º puesto de la Liguilla Pre-Libertadores de América de 1985 2.º puesto de la Liguilla Pre-Libertadores de América de 1985                                                                   |

### Distribución geográfica de los equipos
Distribución geográfica de las sedes de los equipos participantes:

## Primera fase

### Grupo 1
| Equipo               | Pts. | PJ | PG | PE | PP | GF | GC | DG |
| -------------------- | ---- | -- | -- | -- | -- | -- | -- | -- |
| River Plate          | 11   | 6  | 5  | 1  | 0  | 13 | 4  | 9  |
| Montevideo Wanderers | 6    | 6  | 3  | 0  | 3  | 10 | 10 | 0  |
| Boca Juniors         | 6    | 6  | 2  | 2  | 2  | 7  | 8  | –1 |
| Peñarol              | 1    | 6  | 0  | 1  | 5  | 4  | 12 | –8 |

| \| Fecha \| Lugar \| Local \| Resultado \| Visitante \| \| ------------ \| ------------ \| -------------------- \| --------- \| -------------------- \| \| 9 de julio \| Buenos Aires \| Boca Juniors \| 1:1 \| River Plate \| \| 9 de julio \| Montevideo \| Montevideo Wanderers \| 3:1 \| Peñarol \| \| 16 de julio \| Montevideo \| Montevideo Wanderers \| 0:2 \| River Plate \| \| 17 de julio \| Montevideo \| Peñarol \| 1:2 \| Boca Juniors \| \| 23 de julio \| Montevideo \| Montevideo Wanderers \| 2:0 \| Boca Juniors \| \| 24 de julio \| Montevideo \| Peñarol \| 0:2 \| River Plate \| \| 29 de julio \| Montevideo \| Peñarol \| 0:1 \| Montevideo Wanderers \| \| 1 de agosto \| Buenos Aires \| Boca Juniors \| 1:1 \| Peñarol \| \| 6 de agosto \| Buenos Aires \| River Plate \| 3:1 \| Peñarol \| \| 7 de agosto \| Buenos Aires \| Boca Juniors \| 3:2 \| Montevideo Wanderers \| \| 14 de agosto \| Buenos Aires \| River Plate \| 4:2 \| Montevideo Wanderers \| \| 20 de agosto \| Buenos Aires \| River Plate \| 1:0 \| Boca Juniors \| |              |                      |           |                      |
| Fecha | Lugar        | Local                | Resultado | Visitante            |
| 9 de julio | Buenos Aires | Boca Juniors         | 1:1       | River Plate          |
| 9 de julio | Montevideo   | Montevideo Wanderers | 3:1       | Peñarol              |
| 16 de julio | Montevideo   | Montevideo Wanderers | 0:2       | River Plate          |
| 17 de julio | Montevideo   | Peñarol              | 1:2       | Boca Juniors         |
| 23 de julio | Montevideo   | Montevideo Wanderers | 2:0       | Boca Juniors         |
| 24 de julio | Montevideo   | Peñarol              | 0:2       | River Plate          |
| 29 de julio | Montevideo   | Peñarol              | 0:1       | Montevideo Wanderers |
| 1 de agosto | Buenos Aires | Boca Juniors         | 1:1       | Peñarol              |
| 6 de agosto | Buenos Aires | River Plate          | 3:1       | Peñarol              |
| 7 de agosto | Buenos Aires | Boca Juniors         | 3:2       | Montevideo Wanderers |
| 14 de agosto | Buenos Aires | River Plate          | 4:2       | Montevideo Wanderers |
| 20 de agosto | Buenos Aires | River Plate          | 1:0       | Boca Juniors         |

### Grupo 2
| Equipo            | Pts. | PJ | PG | PE | PP | GF | GC | DG |
| ----------------- | ---- | -- | -- | -- | -- | -- | -- | -- |
| Bolívar           | 9    | 6  | 4  | 1  | 1  | 12 | 7  | 5  |
| Jorge Wilstermann | 6    | 6  | 3  | 0  | 3  | 11 | 8  | 3  |
| Universitario     | 6    | 6  | 3  | 0  | 3  | 9  | 11 | –2 |
| UTC               | 3    | 6  | 1  | 1  | 4  | 7  | 13 | –6 |

| \| Fecha \| Lugar \| Local \| Resultado \| Visitante \| \| ----------- \| ---------- \| ----------------- \| --------- \| ----------------- \| \| 27 de abril \| Lima \| Universitario \| 2:0 \| UTC \| \| 27 de abril \| La Paz \| Bolívar \| 2:0 \| Jorge Wilstermann \| \| 10 de mayo \| Cochabamba \| Jorge Wilstermann \| 4:0 \| Universitario \| \| 11 de mayo \| La Paz \| Bolívar \| 2:1 \| UTC \| \| 13 de mayo \| La Paz \| Bolívar \| 4:0 \| Universitario \| \| 14 de mayo \| Cochabamba \| Jorge Wilstermann \| 2:0 \| UTC \| \| 18 de mayo \| Cochabamba \| Jorge Wilstermann \| 1:2 \| Bolívar \| \| 18 de mayo \| Cajamarca \| UTC \| 1:3 \| Universitario \| \| 21 de mayo \| Lima \| Universitario \| 3:0 \| Bolívar \| \| 24 de mayo \| Cajamarca \| UTC \| 2:2 \| Bolívar \| \| 25 de mayo \| Lima \| Universitario \| 1:2 \| Jorge Wilstermann \| \| 28 de mayo \| Cajamarca \| UTC \| 3:2 \| Jorge Wilstermann \| |            |                   |           |                   |
| Fecha | Lugar      | Local             | Resultado | Visitante         |
| 27 de abril | Lima       | Universitario     | 2:0       | UTC               |
| 27 de abril | La Paz     | Bolívar           | 2:0       | Jorge Wilstermann |
| 10 de mayo | Cochabamba | Jorge Wilstermann | 4:0       | Universitario     |
| 11 de mayo | La Paz     | Bolívar           | 2:1       | UTC               |
| 13 de mayo | La Paz     | Bolívar           | 4:0       | Universitario     |
| 14 de mayo | Cochabamba | Jorge Wilstermann | 2:0       | UTC               |
| 18 de mayo | Cochabamba | Jorge Wilstermann | 1:2       | Bolívar           |
| 18 de mayo | Cajamarca  | UTC               | 1:3       | Universitario     |
| 21 de mayo | Lima       | Universitario     | 3:0       | Bolívar           |
| 24 de mayo | Cajamarca  | UTC               | 2:2       | Bolívar           |
| 25 de mayo | Lima       | Universitario     | 1:2       | Jorge Wilstermann |
| 28 de mayo | Cajamarca  | UTC               | 3:2       | Jorge Wilstermann |

### Grupo 3
| Equipo          | Pts. | PJ | PG | PE | PP | GF | GC | DG |
| --------------- | ---- | -- | -- | -- | -- | -- | -- | -- |
| Barcelona       | 8    | 6  | 2  | 4  | 0  | 7  | 5  | 2  |
| Coritiba        | 7    | 6  | 2  | 3  | 1  | 8  | 5  | 3  |
| Deportivo Quito | 7    | 6  | 2  | 3  | 1  | 12 | 11 | 1  |
| Bangu           | 2    | 6  | 0  | 2  | 4  | 6  | 12 | –6 |

| \| Fecha \| Lugar \| Local \| Resultado \| Visitante \| \| ----------- \| -------------- \| --------------- \| --------- \| --------------- \| \| 20 de abril \| Guayaquil \| Barcelona \| 3:3 \| Deportivo Quito \| \| 25 de abril \| Guayaquil \| Barcelona \| 1:1 \| Coritiba \| \| 29 de abril \| Quito \| Deportivo Quito \| 2:1 \| Coritiba \| \| 1 de mayo \| Guayaquil \| Barcelona \| 1:0 \| Bangu \| \| 6 de mayo \| Quito \| Deportivo Quito \| 3:1 \| Bangu \| \| 13 de mayo \| Río de Janeiro \| Bangu \| 1:1 \| Coritiba \| \| 15 de julio \| Río de Janeiro \| Bangu \| 1:2 \| Barcelona \| \| 18 de julio \| Curitiba \| Coritiba \| 0:0 \| Barcelona \| \| 22 de julio \| Río de Janeiro \| Bangu \| 3:3 \| Deportivo Quito \| \| 25 de julio \| Curitiba \| Coritiba \| 3:1 \| Deportivo Quito \| \| 29 de julio \| Curitiba \| Coritiba \| 2:0 \| Bangu \| \| 29 de julio \| Quito \| Deportivo Quito \| 0:0 \| Barcelona \| |                |                 |           |                 |
| Fecha | Lugar          | Local           | Resultado | Visitante       |
| 20 de abril | Guayaquil      | Barcelona       | 3:3       | Deportivo Quito |
| 25 de abril | Guayaquil      | Barcelona       | 1:1       | Coritiba        |
| 29 de abril | Quito          | Deportivo Quito | 2:1       | Coritiba        |
| 1 de mayo | Guayaquil      | Barcelona       | 1:0       | Bangu           |
| 6 de mayo | Quito          | Deportivo Quito | 3:1       | Bangu           |
| 13 de mayo | Río de Janeiro | Bangu           | 1:1       | Coritiba        |
| 15 de julio | Río de Janeiro | Bangu           | 1:2       | Barcelona       |
| 18 de julio | Curitiba       | Coritiba        | 0:0       | Barcelona       |
| 22 de julio | Río de Janeiro | Bangu           | 3:3       | Deportivo Quito |
| 25 de julio | Curitiba       | Coritiba        | 3:1       | Deportivo Quito |
| 29 de julio | Curitiba       | Coritiba        | 2:0       | Bangu           |
| 29 de julio | Quito          | Deportivo Quito | 0:0       | Barcelona       |

### Grupo 4
| Equipo               | Pts. | PJ | PG | PE | PP | GF | GC | DG |
| -------------------- | ---- | -- | -- | -- | -- | -- | -- | -- |
| América de Cali      | 9    | 6  | 3  | 3  | 0  | 8  | 4  | 4  |
| Deportivo Cali       | 7    | 6  | 2  | 3  | 1  | 8  | 5  | 3  |
| Cobresal             | 7    | 6  | 1  | 5  | 0  | 6  | 5  | 1  |
| Universidad Católica | 1    | 6  | 0  | 1  | 5  | 5  | 13 | –8 |

| \| Fecha \| Lugar \| Local \| Resultado \| Visitante \| \| ----------- \| ----------- \| -------------------- \| --------- \| -------------------- \| \| 12 de marzo \| Cali \| América de Cali \| 0:0 \| Deportivo Cali \| \| 18 de marzo \| Cali \| América de Cali \| 0:0 \| Cobresal \| \| 21 de marzo \| Cali \| Deportivo Cali \| 1:1 \| Cobresal \| \| 26 de marzo \| El Salvador \| Cobresal \| 1:1 \| Universidad Católica \| \| 1 de abril \| Cali \| América de Cali \| 2:1 \| Universidad Católica \| \| 4 de abril \| Cali \| Deportivo Cali \| 3:1 \| Universidad Católica \| \| 9 de abril \| Santiago \| Universidad Católica \| 0:1 \| Cobresal \| \| 10 de abril \| Cali \| Deportivo Cali \| 0:1 \| América de Cali \| \| 15 de abril \| Santiago \| Universidad Católica \| 1:3 \| Deportivo Cali \| \| 18 de abril \| El Salvador \| Cobresal \| 2:2 \| América de Cali \| \| 22 de abril \| El Salvador \| Cobresal \| 1:1 \| Deportivo Cali \| \| 25 de abril \| Santiago \| Universidad Católica \| 1:3 \| América de Cali \| |             |                      |           |                      |
| Fecha | Lugar       | Local                | Resultado | Visitante            |
| 12 de marzo | Cali        | América de Cali      | 0:0       | Deportivo Cali       |
| 18 de marzo | Cali        | América de Cali      | 0:0       | Cobresal             |
| 21 de marzo | Cali        | Deportivo Cali       | 1:1       | Cobresal             |
| 26 de marzo | El Salvador | Cobresal             | 1:1       | Universidad Católica |
| 1 de abril | Cali        | América de Cali      | 2:1       | Universidad Católica |
| 4 de abril | Cali        | Deportivo Cali       | 3:1       | Universidad Católica |
| 9 de abril | Santiago    | Universidad Católica | 0:1       | Cobresal             |
| 10 de abril | Cali        | Deportivo Cali       | 0:1       | América de Cali      |
| 15 de abril | Santiago    | Universidad Católica | 1:3       | Deportivo Cali       |
| 18 de abril | El Salvador | Cobresal             | 2:2       | América de Cali      |
| 22 de abril | El Salvador | Cobresal             | 1:1       | Deportivo Cali       |
| 25 de abril | Santiago    | Universidad Católica | 1:3       | América de Cali      |

### Grupo 5
| Equipo   | Pts. | PJ | PG | PE | PP | GF | GC | DG |
| -------- | ---- | -- | -- | -- | -- | -- | -- | -- |
| Olimpia  | 4    | 2  | 2  | 0  | 0  | 5  | 2  | 3  |
| Nacional | 0    | 2  | 0  | 0  | 2  | 2  | 5  | –3 |

| \| Fecha \| Lugar \| Local \| Resultado \| Visitante \| \| ------------ \| -------- \| -------- \| --------- \| --------- \| \| 6 de agosto \| Asunción \| Olimpia \| 3:1 \| Nacional \| \| 13 de agosto \| Asunción \| Nacional \| 1:2 \| Olimpia \| |          |          |           |           |
| Fecha | Lugar    | Local    | Resultado | Visitante |
| 6 de agosto | Asunción | Olimpia  | 3:1       | Nacional  |
| 13 de agosto | Asunción | Nacional | 1:2       | Olimpia   |

## Segunda fase

### Grupo A
| Equipo             | Pts. | PJ | PG | PE | PP | GF | GC | DG |
| ------------------ | ---- | -- | -- | -- | -- | -- | -- | -- |
| River Plate        | 5    | 4  | 2  | 1  | 1  | 7  | 3  | 4  |
| Argentinos Juniors | 5    | 4  | 2  | 1  | 1  | 3  | 1  | 2  |
| Barcelona          | 2    | 4  | 1  | 0  | 3  | 2  | 8  | –6 |

| \| Fecha \| Lugar \| Local \| Resultado \| Visitante \| \| ---------------- \| ------------ \| ------------------ \| --------- \| ------------------ \| \| 4 de septiembre \| Buenos Aires \| Argentinos Juniors \| 0:0 \| River Plate \| \| 11 de septiembre \| Guayaquil \| Barcelona \| 1:0 \| Argentinos Juniors \| \| 16 de septiembre \| Guayaquil \| Barcelona \| 0:3 \| River Plate \| \| 23 de septiembre \| Buenos Aires \| River Plate \| 4:1 \| Barcelona \| \| 26 de septiembre \| Buenos Aires \| River Plate \| 0:2 \| Argentinos Juniors \| \| 30 de septiembre \| Buenos Aires \| Argentinos Juniors \| 1:0 \| Barcelona \| |              |                    |           |                    |
| Fecha | Lugar        | Local              | Resultado | Visitante          |
| 4 de septiembre | Buenos Aires | Argentinos Juniors | 0:0       | River Plate        |
| 11 de septiembre | Guayaquil    | Barcelona          | 1:0       | Argentinos Juniors |
| 16 de septiembre | Guayaquil    | Barcelona          | 0:3       | River Plate        |
| 23 de septiembre | Buenos Aires | River Plate        | 4:1       | Barcelona          |
| 26 de septiembre | Buenos Aires | River Plate        | 0:2       | Argentinos Juniors |
| 30 de septiembre | Buenos Aires | Argentinos Juniors | 1:0       | Barcelona          |

Partido desempate
| Fecha                                                                                           | Lugar        |                    | Resultado  |             |
| ----------------------------------------------------------------------------------------------- | ------------ | ------------------ | ---------- | ----------- |
| 3 de octubre                                                                                    | Buenos Aires | Argentinos Juniors | 0:0 (t.s.) | River Plate |
| River Plate clasificó a la final por haber tenido mejor diferencia de goles en la Segunda fase. |              |                    |            |             |

### Grupo B
| Equipo          | Pts. | PJ | PG | PE | PP | GF | GC | DG |
| --------------- | ---- | -- | -- | -- | -- | -- | -- | -- |
| América de Cali | 5    | 4  | 2  | 1  | 1  | 4  | 4  | 0  |
| Olimpia         | 4    | 4  | 1  | 2  | 1  | 5  | 4  | 1  |
| Bolívar         | 3    | 4  | 1  | 1  | 2  | 5  | 6  | –1 |

| \| Fecha \| Lugar \| Local \| Resultado \| Visitante \| \| ---------------- \| -------- \| --------------- \| --------- \| --------------- \| \| 11 de septiembre \| Asunción \| Olimpia \| 3:1 \| Bolívar \| \| 16 de septiembre \| Asunción \| Olimpia \| 1:1 \| América de Cali \| \| 20 de septiembre \| La Paz \| Bolívar \| 2:0 \| América de Cali \| \| 24 de septiembre \| Cali \| América de Cali \| 2:1 \| Bolívar \| \| 30 de septiembre \| La Paz \| Bolívar \| 1:1 \| Olimpia \| \| 5 de octubre \| Cali \| América de Cali \| 1:0 \| Olimpia \| |          |                 |           |                 |
| Fecha | Lugar    | Local           | Resultado | Visitante       |
| 11 de septiembre | Asunción | Olimpia         | 3:1       | Bolívar         |
| 16 de septiembre | Asunción | Olimpia         | 1:1       | América de Cali |
| 20 de septiembre | La Paz   | Bolívar         | 2:0       | América de Cali |
| 24 de septiembre | Cali     | América de Cali | 2:1       | Bolívar         |
| 30 de septiembre | La Paz   | Bolívar         | 1:1       | Olimpia         |
| 5 de octubre | Cali     | América de Cali | 1:0       | Olimpia         |

## Final
| Ida; 22 de octubre de 1986 | América de Cali | 1:2 (0:2) | River Plate            | Estadio Pascual Guerrero, Cali                                     |                                                                    |
|                            | Cabañas 46'     | Reporte   | Funes 22' · Alonso 25' | Asistencia: 48 600 espectadores Árbitro(s): Juan Daniel Cardellino | Asistencia: 48 600 espectadores Árbitro(s): Juan Daniel Cardellino |

| Vuelta; 29 de octubre de 1986 | River Plate | 1:0 (0:0) | América de Cali | Estadio Monumental, Buenos Aires                                |                                                                 |
|                               | Funes 68'   | Reporte   |                 | Asistencia: 86.000 espectadores Árbitro(s): José Roberto Wright | Asistencia: 86.000 espectadores Árbitro(s): José Roberto Wright |

|                                 |
| Bandera de Argentina            |
| Campeón River Plate 1.er título |

## Estadísticas

### Goleadores
| Jugador               | Club              | Goles |
| --------------------- | ----------------- | ----- |
| Juan Carlos de Lima   | Deportivo Quito   | 9     |
| Juan Carlos Sánchez   | Jorge Wilstermann | 8     |
| Luis Fernando Salinas | Bolívar           | 7     |
| Ramón Centurión       | River Plate       | 7     |
| Antonio Alzamendi     | River Plate       | 6     |
| Severino Vasconcelos  | Barcelona         | 6     |
| Ricardo Gareca        | América de Cali   | 5     |
| Miguel González       | Deportivo Cali    | 5     |
| Juan Caballero Lora   | Universitario     | 4     |
| Norberto Alonso       | River Plate       | 4     |